# Келназе
Ке́лназе (эст. Kelnase), ранее также Ке́лназео́тса (эст. Kelnaseotsa) — деревня в волости Виймси уезда Харьюмаа, Эстония. 

## География и описание
Расположена в северной части острова Прангли. Административно к деревне Келназе относится малый остров Кери, расположенный в 6,3 км к северу от острова Прангли, и несколько меньших островков к западу от Прангли, таких как Алликари, Рохукари, Сейнакари, Турсакари и др.
Западная и северная часть деревни относятся к территории ландшафтного заповедника Прангли.
В деревне работает порт Келназе.
Климат умеренный. Официальный язык — эстонский. Почтовый индекс — 74006.

## Население
По данным переписи населения 2021 года, в Келназе насчитывалось 64 жителя, из них 63 (98,4 %) — эстонцы.
По данным переписи населения 2011 года в деревне проживали 23 человека (национальный состав неизвестен).
Численность населения деревни Келназе:
| Год  | 1959 | 1970 | 1979 | 1989 | 2000 | 2011 | 2017 | 2018 | 2019 | 2020 | 2021 |
| ---- | ---- | ---- | ---- | ---- | ---- | ---- | ---- | ---- | ---- | ---- | ---- |
| Чел. | 93   | ↘ 68 | ↘ 54 | ↘ 41 | ↗ 43 | ↘ 23 | ↗ 60 | ↘ 56 | ↗ 63 | → 63 | ↗ 64 |

## История
В 6,3 км к северу от Прангли расположен малый остров Кери (площадь 0,05 км2), расположенный рядом с важным морским путём. Уже в 1719 году на нём был построен маяк, чьё массивное каменное основание издалека напоминает графин. Высота маяка составляет 30,8 м, высота огня над уровнем моря — 31,4 м, свет достигает расстояния в 16,3 морских миль. В 1902 году на острове Кери при бурении колодца был обнаружен горючий газ. В 1906–1912 годах его использовали как для освещения маяка, так и для отопления помещений, пока один сильный толчок земной коры внезапно не прервал его поток.

## Галерея
- Порт Келназе
- Здание в порту Келназе
- Северная часть острова Прангли
- Ледниковый валун Коткакиви